# Xã Lovells, Michigan
Xã Lovells (tiếng Anh: Lovells Township) là một xã thuộc quận Crawford, tiểu bang Michigan, Hoa Kỳ. Năm 2010, dân số của xã này là 626 người.